# Benestad
Benestad est une localité suédoise située dans la commune de Tomelilla en Scanie.

## Démographie
Sa population était de 52 habitants en 2019.